# Italienische Euromünzen
Die italienischen Euromünzen sind die in Italien in Umlauf gebrachten Euromünzen der gemeinsamen europäischen Währung Euro. Am 1. Januar 1999 trat Italien der Eurozone bei, womit die Einführung des Euros als zukünftiges Zahlungsmittel gültig wurde.

## Umlaufmünzen
Geprägt werden die italienischen Münzen im „Istituto Poligrafico e Zecca dello Stato“ in Rom. Bereits im September 1999 wurde mit der Prägung begonnen, jedoch wurden die von 1999 bis 2002 geprägten Münzen mit dem Erstausgabejahr 2002 versehen.
Alle italienischen Euromünzen haben ein unterschiedliches Motiv, zeigen aber alle als Thema ein berühmtes Bau- oder Kunstwerk. Alle Designs enthalten die zwölf Sterne der EU, das Prägejahr und die sich überlappenden Buchstaben RI für Repubblica Italiana (Italienische Republik). Jede Münze wurde von einem anderen Künstler entworfen.
Die acht Motive der italienischen Euromünzen sind:
- 1 Cent: Das Castel del Monte, ein Schloss aus dem 13. Jahrhundert in Apulien, Entwurf von Eugenio Driutti.[3]
- 2 Cent: Die Mole Antonelliana, ein Turm als Symbol der Stadt Turin, Entwurf von Luciana De Simoni.[4]
- 5 Cent: Das Kolosseum in Rom, ein berühmtes antikes Bauwerk, Entwurf von Ettore Lorenzo Frapiccini.[5]
- 10 Cent: Ein Kopf aus Die Geburt der Venus von Sandro Botticelli, Entwurf von Claudia Momoni.[6]
- 20 Cent: Die Skulptur Einzigartige Formen der Kontinuität im Raum von Umberto Boccioni, Entwurf von Maria Angela Cassol.[7]
- 50 Cent: Die um 165 geschaffene Reiterstatue des römischen Kaisers Marcus Aurelius mit dem Kapitolspflaster von Michelangelo, Entwurf von Roberto Mauri.[8]
- 1 Euro: Der vitruvianische Mensch, eine Zeichnung von Leonardo da Vinci, Entwurf von Laura Cretara.[9]
- 2 Euro: Porträt Dante Alighieris, Detail des 1509/10 von Raffael geschaffenen Wandfreskos „Disput über das Sakrament“ in der Stanza della Segnatura des Apostolischen Palastes,[10] Entwurf von Maria Carmela Colaneri.[11]

Die ab 2007 neu gestaltete Vorderseite der Euromünzen (neue Europakarte) wurde in Italien erst 2008 eingeführt.
| 0,01 €                                          | 0,02 €                               | 0,05 €                                                                                       |
| ----------------------------------------------- | ------------------------------------ | -------------------------------------------------------------------------------------------- |
| 1 Cent Italien                                  | 2 Cent Italien                       | 5 Cent Italien                                                                               |
| Das Castel del Monte in Apulien                 | Die Mole Antonelliana in Turin       | Das Kolosseum in Rom                                                                         |
| 0,10 €                                          | 0,20 €                               | 0,50 €                                                                                       |
| 10 Cent Italien                                 | 20 Cent Italien                      | 50 Cent Italien                                                                              |
| Die Geburt der Venus von Botticelli             | Skulptur von Umberto Boccioni        | Reiterstatue des Kaisers Marcus Aurelius                                                     |
| 1,00 €                                          | 2,00 €                               | Rand der 2-€-Münze                                                                           |
| 1 Euro Italien                                  | 2 Euro Italien                       |                                                                                              |
| Der vitruvianische Mensch von Leonardo da Vinci | Porträt Dante Alighieris von Raffael | Sechsmal abwechselnd die Zahl 2 und ★ (ein Stern), abwechselnd aufrecht und um 180° gedreht. |

## 2-Euro-Gedenkmünzen
| Nr. | Bild                                                 | Ausgabedatum Bildreferenz | Anlass                                                                                      | Amtsblatt Referenz | Auflage    |
| --- | ---------------------------------------------------- | ------------------------- | ------------------------------------------------------------------------------------------- | ------------------ | ---------- |
| 1   |                                                      | 13. Dezember 2004         | Fünftes Jahrzehnt des Welternährungsprogramms                                               | [ 13 ] [ 14 ]      | 16.000.000 |
| 2   |                                                      | 29. Oktober 2005          | 1. Jahrestag der Unterzeichnung des Vertrages über eine Verfassung für Europa               | [ 16 ] [ 17 ]      | 18.000.000 |
| 3   |                                                      | 10. Februar 2006          | Olympische Winterspiele in Turin 2006                                                       | [ 19 ] [ 20 ]      | 40.000.000 |
| 4   |                                                      | 25. März 2007             | 50. Jahrestag der Unterzeichnung der Römischen Verträge Euro-13-Gemeinschaftsausgabe        | [ 22 ] [ 23 ]      | 05.000.000 |
| 5   |                                                      | 10. Dezember 2008         | 60. Jahrestag der Allgemeinen Erklärung der Menschenrechte                                  | [ 25 ] [ 26 ]      | 02.500.000 |
| 6   |                                                      | 26. März 2009             | Zehnjähriges Bestehen der Wirtschafts- und Währungsunion (WWU) Euro-16-Gemeinschaftsausgabe | [ 28 ] [ 29 ]      | 02.000.500 |
| 7   |                                                      | 15. Oktober 2009          | 200. Geburtstag Louis Brailles                                                              | [ 31 ] [ 32 ]      | 02.000.000 |
| 8   |                                                      | 24. September 2010        | 200. Geburtstag von Camillo Benso Graf von Cavour                                           | [ 34 ] [ 35 ]      | 04.000.000 |
| 9   | 150. Jahrestag Vereinigung Italien                   | 22. April 2011            | 150. Jahrestag der Vereinigung Italiens                                                     | [ 37 ] [ 38 ]      | 10.000.000 |
| 10  |                                                      | 20. März 2012             | 10. Jahrestag der Einführung des Euro-Bargelds Euro-17-Gemeinschaftsausgabe                 | [ 40 ] [ 41 ]      | 15.000.000 |
| 11  |                                                      | 18. Juli 2012             | 100. Todestag Giovanni Pascolis                                                             | [ 43 ] [ 44 ]      | 15.000.000 |
| 12  | 200. Geburtstag Giuseppe Verdi, 2013                 | 20. Mai 2013              | 200. Geburtstag Giuseppe Verdis                                                             | [ 46 ] [ 47 ]      | 10.000.000 |
| 13  |                                                      | 25. Juli 2013             | 700. Geburtstag Giovanni Boccaccios                                                         | [ 49 ] [ 50 ]      | 10.000.000 |
| 14  |                                                      | 25. März 2014             | 200 Jahre Carabinieri                                                                       | [ 52 ] [ 53 ]      | 06.525.000 |
| 15  |                                                      | 17. Juni 2014             | 450. Geburtstag Galileo Galileis                                                            | [ 55 ] [ 56 ]      | 06.529.820 |
| 16  |                                                      | 29. April 2015            | Expo 2015 in Mailand                                                                        | [ 58 ] [ 59 ]      | 03.554.820 |
| 17  |                                                      | 26. Juni 2015             | 750. Geburtstag Dante Alighieris                                                            | [ 61 ] [ 62 ]      | 03.515.000 |
| 18  |                                                      | 9. November 2015          | Dreißigjähriges Bestehen der EU-Flagge Euro-19-Gemeinschaftsausgabe                         | [ 64 ] [ 65 ]      | 01.005.000 |
| 19  |                                                      | 29. April 2016            | 550. Todestag Donatellos                                                                    | [ 67 ] [ 68 ]      | 01.500.000 |
| 20  |                                                      | 16. Mai 2016              | 2200. Todestag von Titus Maccius Plautus                                                    | [ 70 ] [ 71 ]      | 01.500.000 |
| 21  |                                                      | 22. März 2017             | 400. Jahrestag der Fertigstellung des Markusdoms in Venedig                                 | [ 73 ] [ 74 ]      | 01.500.000 |
| 22  |                                                      | 23. Juni 2017             | 2000. Todestag von Titus Livius                                                             | [ 76 ] [ 77 ]      | 01.500.000 |
| 23  | 70. Jahrestag Verfassung Italienische Republik, 2018 | 2. Januar 2018            | 70 Jahre Verfassung der Italienischen Republik                                              | [ 79 ] [ 80 ]      | 04.000.000 |
| 24  |                                                      | 5. März 2018              | 60. Jahrestag der Gründung des Gesundheitsministeriums                                      | [ 82 ] [ 83 ]      | 03.000.000 |
| 25  |                                                      | 25. Januar 2019           | 500. Todestag Leonardo da Vincis                                                            | [ 85 ] [ 86 ]      | 03.000.000 |
| 26  |                                                      | 20. Januar 2020           | 80. Jahrestag der Gründung des nationalen Feuerwehrkorps                                    | [ 88 ] [ 89 ]      | 03.000.000 |
| 27  |                                                      | 9. Juni 2020              | 150. Geburtstag Maria Montessoris                                                           | [ 91 ] [ 92 ]      | 03.000.000 |
| 28  |                                                      | 26. Januar 2021           | 150. Jahrestag der Erklärung Roms zur Hauptstadt Italiens                                   | [ 94 ] [ 95 ]      | 03.000.000 |
| 29  | Münze zu Grazie – Gesundheitsberufe                  | 22. Juni 2021             | Grazie – Gesundheitsberufe                                                                  | [ 97 ] [ 98 ]      | 03.000.000 |
| 30  |                                                      | 6. April 2022             | 170. Jahrestag der Gründung der italienischen Staatspolizei                                 | [ 100 ] [ 101 ]    | 03.000.000 |
| 31  |                                                      | 17. Mai 2022              | 30. Todestag der Richter Giovanni Falcone und Paolo Borsellino                              | [ 103 ] [ 104 ]    | 03.000.000 |
| 32  |                                                      | 1. Juli 2022              | 35 Jahre Erasmus-Programm Euro-19-Gemeinschaftsausgabe                                      | [ 106 ] [ 107 ]    | 03.000.000 |
| 33  |                                                      | 21. März 2023             | 100 Jahre italienische Luftstreitkräfte                                                     | [ 109 ] [ 110 ]    | 03.000.000 |
| 34  |                                                      | 15. Mai 2023              | 150. Todestag Alessandro Manzonis                                                           | [ 112 ] [ 113 ]    | 03.000.000 |
| 35  |                                                      | 12. März 2024             | 250. Jahrestag der Gründung des Korps der Guardia di Finanza                                | [ 115 ] [ 116 ]    | 03.000.000 |
| 36  |                                                      | 22. April 2024            | Nobelpreisträgerin Rita Levi-Montalcini                                                     | [ 118 ] [ 119 ]    | 03.000.000 |

## Sammlermünzen
Es folgt eine Auflistung aller Sammlermünzen Italiens bis 2021. Bei den Auflagenzahlen widersprechen sich die Quellen teilweise leicht.

### 0,25 Euro
| Thema der 0,25-Euro-Münze bzw. der ¼-Euro-Münze                                             | Ausgabedatum    | Auflage |
| ------------------------------------------------------------------------------------------- | --------------- | ------- |
| 0,25-Euro-Münzen: Material: 999er Silber – Durchmesser: 38,61 mm – Masse: 31,104 g (1 Unze) |                 |         |
| Das Gänseblümchen                                                                           | 22. Januar 2025 | 3.000   |
| ¼-Euro-Münzen: Material: Kupfernickel – Durchmesser: 22,25 mm – Masse: 7 g                  |                 |         |
| Olympische Winterspiele 2026 in Mailand                                                     | 15. Mai 2025    | 150.000 |
| Olympische Winterspiele 2026 in Cortina                                                     | 15. Mai 2025    | 150.000 |
| Olympische Winterspiele 2026 – Maskottchen                                                  | 15. Mai 2025    | 150.000 |

### 3 Euro
| Thema der 3-Euro-Münze                                                     | Ausgabedatum      | Auflage Polierte Platte |
| -------------------------------------------------------------------------- | ----------------- | ----------------------- |
| Material: 925er Silber – Durchmesser: 32 mm – Masse: 20,24 g – siebeneckig |                   |                         |
| Italienische G7-Präsidentschaft                                            | 21. Mai 2024      | 4.000                   |
| Material: 999er Silber – Durchmesser: 38,61 mm – Masse: 31,104 g (1 Unze)  |                   |                         |
| Olympische Winterspiele 2026 in Mailand und Cortina                        | 21. November 2024 | 3.000                   |
| Paralympische Winterspiele 2026 in Milano und Cortina                      | 21. November 2024 | 2.000                   |
| Material: 925er Silber – Durchmesser: 32 mm – Masse: 18 g                  |                   |                         |
| 120. Jahrestag der Gründung des ACI – Automobile Club d’Italia             | 11. Februar 2025  | 10.500                  |

### 4 Euro
| Thema der 4-Euro-Münze                                                | Ausgabedatum    | Auflage Polierte Platte |
| --------------------------------------------------------------------- | --------------- | ----------------------- |
| Material: 925er Silber – Durchmesser: 32 mm – Masse: 18 g – Farbmünze |                 |                         |
| 80. Jahrestag der Gründung von Coldiretti (Farbmünze Bildseite)       | 2. Oktober 2024 | 3.500                   |
| Campari (Farbmünze Wertseite)                                         | 10. Juni 2025   | 5.000                   |

### 5 Euro
| Thema der 5-Euro-Münze | Ausgabedatum                      | Auflage      | Auflage         |
| Thema der 5-Euro-Münze | Ausgabedatum                      | Stempelglanz | Polierte Platte |
| --- | --------------------------------- | ------------ | --------------- |
| Material: 925er Silber – Durchmesser: 32 mm – Masse: 18 g                                                                      |                                   |              |                 |
| Fußball-Weltmeisterschaft 2006                                                                                                 | 18. November 2003                 | –            | 35.000          |
| 100 Jahre Madama Butterfly | 2004 (Ausgabe: 19. November 2003) | 13.500       | 08.000          |
| Wissenschaft und Handwerk in Europa                                                                                            | 15. Dezember 2003                 | 50.000       | 12.000          |
| Europa des Volkes – Baum mit Samen                                                                                             | 15. Dezember 2003                 | 25.000       | 08.000          |
| 50 Jahre italienisches Fernsehen                                                                                               | 4. Oktober 2004                   | 30.000       | 10.000          |
| XX. Olympische Winterspiele 2006 in Turin – Eiskunstläuferin                                                                   | 15. März 2005                     | –            | 40.000          |
| 85. Geburtstag von Federico Fellini                                                                                            | 1. Juni 2005                      | 35.000       | 12.000          |
| XX. Olympische Winterspiele 2006 in Turin – Skilangläufer                                                                      | 30. Juni 2005                     | –            | 35.000          |
| XX. Olympische Winterspiele 2006 in Turin – Skispringer                                                                        | 14. November 2005                 | –            | 35.000          |
| 60 Jahre Republik Italien | 1. Juni 2006                      | 25.000       | 10.000          |
| Fußball-Weltmeisterschaft 2006 – Historisches Fußballfeld                                                                      | 1. Juni 2006                      | –            | 25.000          |
| 5 Jahre Ratifizierung des Kyoto-Protokolls                                                                                     | 31. Mai 2007                      | 20.000       | 07.000          |
| 200. Geburtstag von Giuseppe Garibaldi                                                                                         | 26. Juni 2007                     | 08.000       | –               |
| 100. Geburtstag von Altiero Spinelli                                                                                           | 12. Juli 2007                     | 07.000       | –               |
| 50. Todestag von Arturo Toscanini                                                                                              | 3. September 2007                 | 07.000       | –               |
| 30 Jahre Internationaler Fonds für landwirtschaftliche Entwicklung                                                             | 13. Februar 2008                  | 20.000       | 05.000          |
| 60 Jahre Verfassung Italiens                                                                                                   | 26. Februar 2008                  | 09.000       | –               |
| 100. Geburtstag von Anna Magnani                                                                                               | 26. März 2008                     | –            | 09.000          |
| 200. Geburtstag von Antonio Meucci                                                                                             | 10. April 2008                    | –            | 09.000          |
| 100 Jahre Radrennen – Giro d’Italia                                                                                            | 15. April 2009                    | 14.000       | –               |
| Schwimmweltmeisterschaften 2009                                                                                                | 8. Juni 2009                      | 21.000       | 05.500          |
| 300 Jahre Entdeckung von Herculaneum                                                                                           | 6. Juli 2009                      | 09.000       | –               |
| 100 Jahre Alfa Romeo | 1. März 2010                      | 17.000       | 05.000          |
| 100 Jahre Verband der italienischen Industrie                                                                                  | Mai 2010                          | 07.500       | –               |
| Italien der Künste – Kloster Santa Chiara                                                                                      | Juni 2010                         | –            | 07.500          |
| 150 Jahre Vereinigung Italiens                                                                                                 | 2011                              | 28.000       | 05.500          |
| Italien der Künste – Anagni | November 2011                     | –            | 07.000          |
| 180 Jahre Staatsrat | November 2011                     | –            | 07.000          |
| 100 Jahre Italienische Münzstätte                                                                                              | 2011                              | –            | 07.000          |
| 150 Jahre Einheitlicher Währungsraum Italien                                                                                   | 2012                              | –            | 07.000          |
| 500 Jahre Sixtinische Kapelle                                                                                                  | 2012                              | 19.000       | 07.000          |
| 150 Jahre Rechnungshof | 2012                              | –            | 07.000          |
| Italien der Künste – Campobasso                                                                                                | 2012                              | –            | 07.000          |
| 150. Geburtstag von Gabriele D’Annunzio                                                                                        | 2013                              | 19.000       | 02.820          |
| 150. Todestag von Giuseppe Gioachino Belli                                                                                     | 2013                              | –            | 07.000          |
| Italien der Künste – Tempel der Hera in Selinunt                                                                               | 2013                              | –            | 07.000          |
| Hadriansvilla | 2013                              | –            | 07.000          |
| Italienischer Vorsitz im Rat der Europäischen Union                                                                            | 2014                              | –            | 04.500          |
| Villa Lante in Bagnaia | 2014                              | –            | 05.000          |
| Italien der Künste – Abtei San Fruttuoso                                                                                       | 2014                              | –            | 05.000          |
| 500. Todestag von Donato Bramante                                                                                              | 2014                              | –            | 19.000          |
| 500. Geburtstag des Heiligen Philipp Neri                                                                                      | 2015                              | –            | 15.000          |
| 100. Jahrestag des Erdbebens von Avezzano                                                                                      | 2015                              | –            | 05.000          |
| Boboli-Garten in Florenz | 2015                              | –            | 05.000          |
| Italien der Künste – Perugia                                                                                                   | 2015                              | –            | 04.000          |
| 150. Geburtstag von Benedetto Croce                                                                                            | 2016                              | –            | 14.000          |
| 150 Jahre Armee-Corps des Italienischen Roten Kreuzes                                                                          | 2016                              | –            | 07.000          |
| Villa Cicogna-Mozzoni in Bisuschio                                                                                             | 2016                              | –            | 04.000          |
| Italien der Künste – Recanati                                                                                                  | 2016                              | –            | 04.000          |
| 60 Jahre Römische Verträge | 2017                              | –            | 13.000          |
| 200 Jahre Gefängnispolizei | 2017                              | –            | 08.000          |
| 200. Geburtstag von Francesco De Sanctis                                                                                       | 2017                              | –            | 03.000          |
| Italien der Künste – Trient | 2017                              | –            | 03.000          |
| 60 Jahre Fiat 500 | 2017                              | –            | 04.000          |
| 900 Jahre Dom zu Pisa | 2018                              | –            | 04.000          |
| 70 Jahre italienische Verfassung                                                                                               | 2018                              | –            | 05.000          |
| Italien der Künste – Venedig                                                                                                   | 2018                              | –            | 04.000          |
| 50 Jahre Staatspolizei | 2018                              | –            | 05.000          |
| 30. Jahrestag des Falls der Berliner Mauer                                                                                     | 2019                              | –            | 06.000          |
| 100. Todestag von Cesare Maccari                                                                                               | 2019                              | –            | 08.000          |
| Italien der Künste – Florenz – Santa Maria del Fiore                                                                           | 2019                              | –            | 04.000          |
| 50. Jahrestag der ersten Mondlandung                                                                                           | 2019                              | –            | 06.000          |
| 150 Jahre staatlicher Rechnungshof                                                                                             | 2019                              | –            | 02.500          |
| Italienische Exzellenz – grüne Vespa                                                                                           | 2019                              | 04.000       | –               |
| Italienische Exzellenz – rote Vespa                                                                                            | 2019                              | 08.000       | –               |
| Italienische Exzellenz – weiße Vespa                                                                                           | 2019                              | 08.000       | –               |
| 500. Todestag von Raffael | 2020                              | –            | 05.000          |
| 30 Jahre Telethon-Foundation                                                                                                   | 2020                              | –            | 05.000          |
| Internationales Jahr der Pflanzengesundheit                                                                                    | 2020                              | 10.000       | 02.000          |
| Italienische Exzellenz – rote Schreibmaschine Olivetti Lettera 22                                                              | 2020                              | 06.500       | –               |
| Italienische Exzellenz – grüne Schreibmaschine Olivetti Lettera 22                                                             | 2020                              | 06.500       | –               |
| Italienische Exzellenz – weiße Schreibmaschine Olivetti Lettera 22                                                             | 2020                              | 05.500       | –               |
| FIS Alpiner Skiweltcup | 2021                              | –            | 05.000          |
| Italienische Exzellenz – Nutella mit weißem Deckel                                                                             | 2021                              | –            | 10.000          |
| Italienische Exzellenz – Nutella mit rotem Deckel                                                                              | 2021                              | –            | 10.000          |
| Italienische Exzellenz – Nutella mit grünem Deckel                                                                             | 2021                              | –            | 10.000          |
| 150. Geburtstag von Grazia Deledda                                                                                             | 2021                              | 05.000       | –               |
| 450. Geburtstag von Caravaggio                                                                                                 | 2021                              | –            | 06.000          |
| 700. Todestag von Dante Alighieri                                                                                              | 2021                              | 06.000       | –               |
| Ennio Morricone | 2021                              | 08.000       | –               |
| 100 Jahre Grabmal des unbekannten Soldaten                                                                                     | 2021                              | 05.000       | –               |
| 150 Jahre Pirelli-Foundation – Männchen im Reifen                                                                              | 25. Januar 2022                   | 04.000       | –               |
| 150 Jahre Pirelli-Foundation – Vorderteil eines Autos mit Reifen                                                               | 25. Januar 2022                   | 04.000       | –               |
| 150 Jahre Pirelli-Foundation – schnell fahrendes Auto                                                                          | 25. Januar 2022                   | 04.000       | –               |
| 800 Jahre Universität Padua | 2. Februar 2022                   | –            | 05.000          |
| Formel-1-Strecke von Monza | 20. Juli 2022                     | 08.000       | –               |
| Dante – Purgatory | 30. August 2022                   | 06.000       | –               |
| 200. Todesjahr von Antonio Canova                                                                                              | 5. Oktober 2022                   | –            | 05.000          |
| 250. Todesjahr von Luigi Vanvitelli                                                                                            | 23. Februar 2023                  | 06.000       | –               |
| 100 Jahre Air Force (Farbmünze)                                                                                                | 21. März 2023                     | 05.000       | –               |
| 100 Jahre Gründung des Nationalparks Abruzzen, Latium und Molise (Farbmünze)                                                   | 22. April 2023                    | 05.000       | –               |
| Demografische Entwicklung | 6. Juli 2023                      | 04.000       | –               |
| 100. Geburtstag von Italo Calvino                                                                                              | 10. Juni 2023                     | 09.000       | –               |
| Giorgio Armani (stilisierte stehende Frau mit gekreuzten Beinen) (Farbmünze)                                                   | 24. Juli 2023                     | 07.000       | –               |
| Giorgio Armani (stilisierte stehende Frau mit Rock) (Farbmünze)                                                                | 24. Juli 2023                     | 07.000       | –               |
| Giorgio Armani (stilisierte stehende Frau mit Rock und erhobener Hand) (Farbmünze)                                             | 24. Juli 2023                     | 07.000       | –               |
| 700. Todesjahr von Dante Alighieri (Farbmünze)                                                                                 | 13. September 2023                | 06.000       | –               |
| 170. Jahrestag der Gründung von Zoll und Monopolen (Farbmünze)                                                                 | 16. Oktober 2023                  | 02.500       | –               |
| 75 Jahre Senat der Republik | 3. Mai 2023                       | 06.098       | –               |
| Comicfigur Diabolik – Eva Kant (Farbmünze)                                                                                     | November 2023                     | 10.000       | –               |
| Comicfigur Diabolik – Ginko (Farbmünze)                                                                                        | November 2023                     | 10.000       | –               |
| Comicfigur Diabolik – Diabolik (Farbmünze)                                                                                     | November 2023                     | 10.000       | –               |
| 25. Jahrestag der Gründung der Italienischen Föderation für seltene Krankheiten (Farbmünze)                                    | 27. Februar 2024                  | 07.000       | –               |
| Weltreise 2023–2025 des Schiffes Amerigo Vespucci (Farbmünze)                                                                  | 8. März 2024                      | –            | 04.500          |
| 250. Jahrestag der Gründung der Guardia di Finanza (Farbmünze)                                                                 | 12. März 2024                     | –            | 07.000          |
| 50. Jahrestag der Gründung von CONSOB                                                                                          | 15. Mai 2024                      | –            | 04.000          |
| 800. Jahrestag der Gründung der Universität Neapel Federico II                                                                 | 31. Mai 2024                      | –            | 08.000          |
| 150. Geburtstag von Guglielmo Marconi (Farbmünze)                                                                              | 2. Oktober 2024                   | 04.000       | –               |
| Italienische Exzellenz – Ducati 916 (Farbmünze Bildseite)                                                                      | 20. Juni 2024                     | 06.000       | –               |
| Italienische Exzellenz – Ducati Cucciolo (Farbmünze Bildseite)                                                                 | 20. Juni 2024                     | 04.000       | –               |
| Italienische Exzellenz – Ducati Panigale (Farbmünze Bildseite)                                                                 | 20. Juni 2024                     | 05.000       | –               |
| Italienische Exzellenz – Ducati 916 (Farbmünze Wertseite)                                                                      | 20. Juni 2024                     | 03.000       | –               |
| Italienische Exzellenz – Ducati Cucciolo (Farbmünze Wertseite)                                                                 | 20. Juni 2024                     | 03.000       | –               |
| Italienische Exzellenz – Ducati Panigale (Farbmünze Wertseite)                                                                 | 20. Juni 2024                     | 03.000       | –               |
| Il Cielo von Renato Zero (Farbmünze Wertseite)                                                                                 | 9. September 2025                 | 10.000       | –               |
| 550. Jahrestag der Geburt von Michelangelo                                                                                     | 4. März 2025                      | –            | 05.000          |
| Gegen Gewalt, gemeinsam mit Frauen (Farbmünze Wertseite)                                                                       | 6. März 2025                      | 08.000       | –               |
| 100. Geburtstag von Giovanni Spadolini                                                                                         | 17. Juni 2025                     | –            | 04.000          |
| Material: 925er Silber – rechteckiges Format: 35 × 26,3 mm – Masse: 18 g                                                       |                                   |              |                 |
| 40 Jahre Fußball-Weltmeister Paolo Rossi (Querformat)                                                                          | 6. Juli 2022                      | 06.000       | –               |
| Panini – Fußballer mit weißem Trikot (Hochformat)                                                                              | 21. September 2022                | 10.000       | –               |
| Panini – Fußballer mit rotem Trikot (Hochformat)                                                                               | 21. September 2022                | 10.000       | –               |
| Panini – Fußballer mit grünem Trikot (Hochformat)                                                                              | 21. September 2022                | 10.000       | –               |
| 100. Todestag von Giacomo Puccini (Farbmünze)                                                                                  | 20. November 2024                 | –            | 03.500          |
| Italienische Oper – Teatro alla Scala – Bellinis Norma (mit Bild Giuditta Pasta als Norma) (Farbmünze)                         | 24. Juni 2025                     | –            | 04.000          |
| Material: versilbertes Kupfer – quadratisches Format, auf der Spitze stehend – Durchmesser: 29 mm – Masse: 15,5 g              |                                   |              |                 |
| Umweltschutz in der italienischen Verfassung                                                                                   | 22. April 2023                    | 03.000       | –               |
| Material: Ring: Aluminiumbronze, Kern: Kupfer-Nickel – Durchmesser: 27,5 mm – Masse: 9,5 g                                     |                                   |              |                 |
| 50. Todestag von Totò | 2017                              | 15.000       | –               |
| Künstlerische Schätze von Amatrice                                                                                             | 2018                              | 20.000       | –               |
| 50 Jahre Gründung des Kommandos Carabinieri zum Schutz des Kulturerbes                                                         | 2019                              | –            | 05.000          |
| 100. Geburtstag von Fausto Coppi                                                                                               | 2019                              | 08.000       | –               |
| 120. Geburtstag von Eduardo De Filippo                                                                                         | 2020                              | 07.000       | –               |
| Italienische G20-Präsidentschaft                                                                                               | 2020                              | –            | 04.000          |
| Italienische Künstler – Ennio Morricone                                                                                        | 2021                              | 10.000       | –               |
| Italienische Künstler – Alberto Sordi                                                                                          | 20. Juli 2022                     | –            | 10.000          |
| 30. Jahrestag der Gründung der Carabinieri Monetary                                                                            | 12. Oktober 2022                  | 04.000       | –               |
| Italienische Künstler – Raffaella Carrà                                                                                        | 7. Juni 2023                      | 15.000       | –               |
| Material: Ring: Aluminiumbronze, Kern: Kupfer-Nickel – Durchmesser: 26,95 mm – Masse: 10,25 g (Farbmünzen)                     |                                   |              |                 |
| Italienische Ess- und Weinkultur – Pizza und Mozzarella aus Kampanien                                                          | 2020                              | 08.000       | –               |
| Italienische Ess- und Weinkultur – Lambrusco und Tortellini aus Emilia-Romagna                                                 | 2021                              | 12.000       | –               |
| Italienische Ess- und Weinkultur – Cannoli und Passito aus Sizilien                                                            | 2021                              | 12.000       | –               |
| Italienische Ess- und Weinkultur – Primitivo und Orecchiette aus Apulien                                                       | 28. Juni 2022                     | 15.000       | –               |
| Italienische Ess- und Weinkultur – Franciacorta und Panettone aus der Lombardei                                                | 16. November 2022                 | 15.000       | –               |
| Italienische Ess- und Weinkultur – Prosecco und Granseola aus Venetien                                                         | 28. März 2023                     | 15.000       | –               |
| Italienische Ess- und Weinkultur – Frascati und Amatriciana aus Latium                                                         | 18. November 2023                 | 10.000       | –               |
| Italienische Ess- und Weinkultur – Tintilia und Caciocavallo aus Molise                                                        | 28. Mai 2024                      | 04.000       | –               |
| Italienische Ess- und Weinkultur – Vinsanto und Cantucci aus der Toskana                                                       | 30. Juli 2024                     | 07.000       | –               |
| Italienische Ess- und Weinkultur – Barolo und Schokolade aus Piemont                                                           | 8. Oktober 2025                   | 06.000       | –               |
| Material: Bronze – Durchmesser: 26,95 mm – Masse: 9,3 g                                                                        |                                   |              |                 |
| 100 Jahre Alpenverein | 2019                              | 10.000       | –               |
| Material: Kupfernickel – Durchmesser: 26,95 mm – Masse: 9,3 g (Farbmünzen)                                                     |                                   |              |                 |
| Bedrohte Tierarten – Tiger | 2020                              | –            | 06.000          |
| Bedrohte Tierarten – Eisbär | 2021                              | –            | 10.000          |
| Bedrohte Tierarten – Jaguar | 30. August 2022                   | –            | 10.000          |
| Bedrohte Tierarten – Afrikanischer Elefant                                                                                     | 6. Juli 2023                      | –            | 10.000          |
| Bedrohte Tierarten – Koala | 30. August 2024                   | –            | 07.000          |
| Material: Kupfer – Durchmesser: 32 mm – Masse: 15 g                                                                            |                                   |              |                 |
| 150 Jahre Erfindung des Telefons durch Antonio Meucci                                                                          | 2021                              | 03.000       | –               |
| Kulturhauptstädte Bergamo und Brescia                                                                                          | 20. Februar 2023                  | 04.000       | –               |
| Pesaro | 20. Februar 2024                  | 04.000       | –               |
| Agrigent | 23. September 2025                | 04.000       | –               |
| Material: Kupfernickel – Durchmesser: 32 mm – Masse: 15,6 g (Farbmünzen)                                                       |                                   |              |                 |
| Comicfigur Diabolik – Eva Kant                                                                                                 | 3. März 2023                      | 12.000       | –               |
| Comicfigur Diabolik – Ginko | 1. April 2023                     | 10.000       | –               |
| Comicfigur Diabolik – Diabolik                                                                                                 | 1. April 2023                     | 12.000       | –               |
| Material: 92,5 % Silber – Durchmesser: 32 mm – Masse: 15,6 g (Farbmünzen)                                                      |                                   |              |                 |
| Comic von Jacovitti – Cocco Bill                                                                                               | 28. März 2024                     | 05.000       | –               |
| Comic von Jacovitti – Jak Mandolino                                                                                            | 28. März 2024                     | 05.000       | –               |
| Comic von Jacovitti – Pop Corn                                                                                                 | 28. März 2024                     | 05.000       | –               |
| grüner Lamborghini Temerario (Farbmünze Wertseite)                                                                             | 6. Mai 2025                       | 04.000       | –               |
| gelber Lamborghini Urus (Farbmünze Wertseite)                                                                                  | 6. Mai 2025                       | 04.000       | –               |
| oranger Lamborghini Revuelto (Farbmünze Wertseite)                                                                             | 6. Mai 2025                       | 04.000       | –               |
| Material: Rhodium-beschichtetes Silber – Durchmesser: 32 mm – Masse: 18 g                                                      |                                   |              |                 |
| Vasco Rossi – Albachiara | 11. Juni 2024                     | 10.000       | –               |
| Material: Kupfernickel – quadratisches Format, auf der Spitze stehend – Durchmesser: 29 mm – Masse: 14 g (Wertseite in Farbe)  |                                   |              |                 |
| Sternzeichen Widder | 20. November 2024                 | 06.000       | –               |
| Sternzeichen Löwe | 20. November 2024                 | 06.000       | –               |
| Sternzeichen Schütze | 20. November 2024                 | 06.000       | –               |
| Material: 92,5 % Silber – quadratisches Format, auf der Spitze stehend – Durchmesser: 29 mm – Masse: 18 g (Wertseite in Farbe) |                                   |              |                 |
| Sternzeichen Widder | 20. November 2024                 | –            | 04.000          |
| Sternzeichen Löwe | 20. November 2024                 | –            | 04.000          |
| Sternzeichen Schütze | 20. November 2024                 | –            | 04.000          |

### 6 Euro
| Thema der 6-Euro-Münze                                                              | Ausgabedatum   | Auflage |
| ----------------------------------------------------------------------------------- | -------------- | ------- |
| Material: 999er Silber – Durchmesser: 38,61 mm – Masse: 31,104 g (1 Unze)           |                |         |
| Olympische Winterspiele 2026 – Curling in Cortina                                   | 18. März 2025  | 2.500   |
| Olympische Winterspiele 2026 – Eisschnelllauf in Mailand                            | 18. März 2025  | 2.500   |
| Olympische Winterspiele 2026 – Snowboard in Livigno                                 | 17. April 2025 | 2.500   |
| Olympische Winterspiele 2026 – Skispringen in Predazzo                              | 17. April 2025 | 2.500   |
| Olympische Winterspiele 2026 – Ski Alpin in Bormio                                  | 15. Mai 2025   | 2.500   |
| Winter-Paralympics 2026 – Para-Langlauf in Tesero                                   | 15. Mai 2025   | 2.400   |
| Material: Ring: Bronzital, Kern: Kupfernickel – Durchmesser: 27,5 mm – Masse: 9,5 g |                |         |
| 160 Jahre Hafenbehörden und Küstenwache                                             | 10. April 2025 | 4.000   |

### 10 Euro
| Thema der 10-Euro-Münze                                                                      | Ausgabedatum       | Auflage      | Auflage         |
| Thema der 10-Euro-Münze                                                                      | Ausgabedatum       | Stempelglanz | Polierte Platte |
| -------------------------------------------------------------------------------------------- | ------------------ | ------------ | --------------- |
| Material: 925er Silber – Durchmesser: 34 mm – Masse: 22 g                                    |                    |              |                 |
| Italienische EU-Ratspräsidentschaft                                                          | 17. Mai 2003       | 40.000       | 08.000          |
| Europa des Volkes                                                                            | 15. Dezember 2003  | 25.000       | 08.000          |
| Genua Kulturhauptstadt Europas                                                               | 4. Oktober 2004    | 20.000       | 10.500          |
| 80. Todestag von Giacomo Puccini                                                             | 19. November 2004  | 13.500       | 08.000          |
| XX. Olympische Winterspiele 2006 in Turin – Abfahrtsläufer                                   | 15. März 2005      | –            | 40.000          |
| XX. Olympische Winterspiele 2006 in Turin – Eishockeyspieler                                 | 30. Juni 2005      | –            | 40.000          |
| 60 Jahre Vereinte Nationen                                                                   | 4. Juli 2005       | 25.000       | –               |
| XX. Olympische Winterspiele 2006 in Turin – Eisschnellläuferin                               | 14. November 2005  | –            | 35.000          |
| 60 Jahre Ende des Zweiten Weltkriegs                                                         | 25. November 2005  | –            | 22.000          |
| Italien Fußball-Weltmeister 2006                                                             | 28. September 2006 | 20.000       | –               |
| 60 Jahre Kinderhilfswerk der Vereinten Nationen (UNICEF)                                     | 28. September 2006 | 15.000       | –               |
| Prominente Europäer – Leonardo da Vinci                                                      | 28. September 2006 | –            | 25.000          |
| 500. Todestag von Andrea Mantegna                                                            | 30. November 2006  | –            | 08.000          |
| 50 Jahre Römische Verträge – Kapitolsplatz                                                   | 23. März 2007      | –            | 22.000          |
| Schule für Medaillenkunst                                                                    | 6. Juli 2007       | –            | 08.000          |
| 250. Geburtstag von Antonio Canova                                                           | 25. Oktober 2007   | –            | 08.000          |
| 500. Geburtstag von Andrea Palladio                                                          | 19. Mai 2008       | –            | 08.000          |
| 700 Jahre Universität Perugia                                                                | 28. Oktober 2008   | –            | 09.000          |
| Internationales Jahr der Astronomie                                                          | 25. März 2009      | –            | 09.000          |
| 100 Jahre Nobelpreis von Guglielmo Marconi                                                   | 30. April 2009     | –            | 18.000          |
| 400. Todestag von Annibale Carracci                                                          | 14. September 2009 | –            | 09.000          |
| 100. Jahrestag Futuristisches Manifest                                                       | 29. Oktober 2009   | –            | 09.000          |
| Erdbeben von L’Aquila – Wiederaufbau                                                         | 9. November 2009   | –            | 05.000          |
| 500. Todestag von Giorgione                                                                  | Juli 2010          | –            | 07.500          |
| 400. Todestag von Caravaggio                                                                 | Juli 2010          | –            | 07.500          |
| Italienische Kunst – Aquileia                                                                | Oktober 2010       | –            | 11.000          |
| Jahr der Russischen Kultur und Sprache in Italien                                            | 2011               | –            | 07.000          |
| 500. Geburtstag von Giorgio Vasari                                                           | Oktober 2011       | –            | 07.000          |
| Prominente Europäer – Amerigo Vespucci                                                       | November 2011      | –            | 17.000          |
| Italien der Künste – Turin                                                                   | November 2011      | –            | 07.000          |
| 130. Geburtstag von Alcide De Gasperi                                                        | Dezember 2011      | –            | 07.000          |
| Europäische Maler und Bildhauer – Michelangelo Buonarroti                                    | Juli 2012          | 09.000       | –               |
| 300. Geburtstag von Francesco Guardi                                                         | September 2012     | –            | 07.000          |
| Italien der Künste – Ferrara                                                                 | 2012               | –            | 07.000          |
| Prominente Europäer – Luigi Pirandello                                                       | 2013               | –            | 09.000          |
| Italien der Künste – Schloss Fénis                                                           | 2013               | –            | 07.000          |
| Gioachino Rossini                                                                            | 2014               | –            | 06.500          |
| 2000. Todestag von Augustus                                                                  | 2014               | –            | 05.000          |
| 100 Jahre Olympisches Komitee Italiens                                                       | 2014               | –            | 05.000          |
| Italien der Künste – Atri                                                                    | 2014               | –            | 05.000          |
| 70 Jahre Frieden in Europa                                                                   | 2015               | –            | 06.000          |
| 100 Jahre Erster Weltkrieg                                                                   | 2015               | –            | 05.000          |
| Italien der Künste – Riace                                                                   | 2015               | –            | 04.000          |
| Enzo Ferrari                                                                                 | 2016               | –            | 08.000          |
| Italien der Künste – Sardinien                                                               | 2016               | –            | 04.000          |
| Stahlarchitektur – Viktor-Emanuel-Galerie                                                    | 2017               | –            | 05.000          |
| Italien der Künste – Matera                                                                  | 2017               | –            | 04.000          |
| Fußball-Weltmeisterschaft 2018 in Russland                                                   | 2018               | –            | 06.000          |
| Barock                                                                                       | 2018               | –            | 04.000          |
| Marco Polo                                                                                   | 2018               | –            | 05.000          |
| Italien der Künste – Kathedrale von Trani                                                    | 2018               | –            | 04.000          |
| Italien der Künste – Mailänder Dom                                                           | 2019               | –            | 04.000          |
| Europäische Entdecker – Christoph Columbus                                                   | 2019               | –            | 05.000          |
| 100 Jahre Italienischer Basketballverband                                                    | 2021               | 04.000       | –               |
| Ryder Cup 2023 (Farbmünze)                                                                   | 18. September 2023 | 10.000       | –               |
| Material: 900er Gold – Durchmesser: 13,85 mm – Masse: 3 g                                    |                    |              |                 |
| Römische Kaiser – Trajan                                                                     | 2018               | –            | 01.500          |
| Römische Kaiser – Augustus                                                                   | 2019               | –            | 01.000          |
| Römische Kaiser – Mark Aurel                                                                 | 2020               | –            | 01.000          |
| Römische Kaiser – Konstantin der Große                                                       | 2021               | –            | 01.200          |
| Fontana di Trevi                                                                             | 20. April 2022     | –            | 01.500          |
| Brunnen von Diana und Actaeon – Königspalast von Caserta                                     | 21. Februar 2023   | –            | 02.000          |
| Fontana Pretoria in Palermo                                                                  | 23. Februar 2024   | –            | 01.500          |
| Vierströmebrunnen in Rom                                                                     | 18. März 2025      | –            | 01.500          |
| Material: vergoldetes Silber – beinahe ovales Format: 43,62 × 28 mm – Masse: 25 g            |                    |              |                 |
| Pietro Mennea (Farbmünze)                                                                    | 4. Juni 2024       | –            | 05.000          |
| Material: 999,9er Gold – Durchmesser: 22 mm – Masse: 7,776 g                                 |                    |              |                 |
| 550. Jahrestag der Geburt von Michelangelo                                                   | 4. März 2025       | –            | 01.500          |
| Material: Nickelmessing – kreisförmig mit rundem Loch – Durchmesser: 52,4 mm – Masse: 28,1 g |                    |              |                 |
| Reise des Amerigo Vespucci-Schiffes                                                          | 9. Mai 2025        | –            | 05.000          |

### 20 Euro

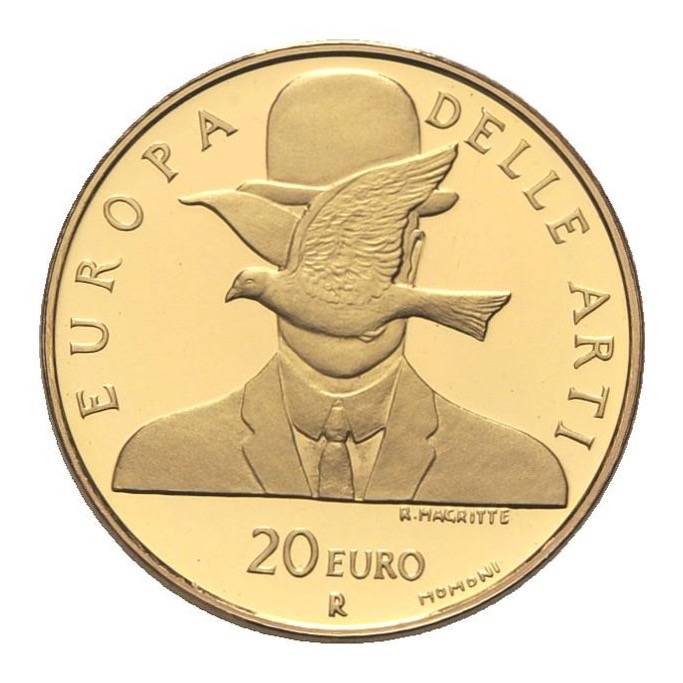
Wertseite der goldenen 20-Euro-Münze René Magritte – Der Mann mit der Melone aus dem Jahr 2004

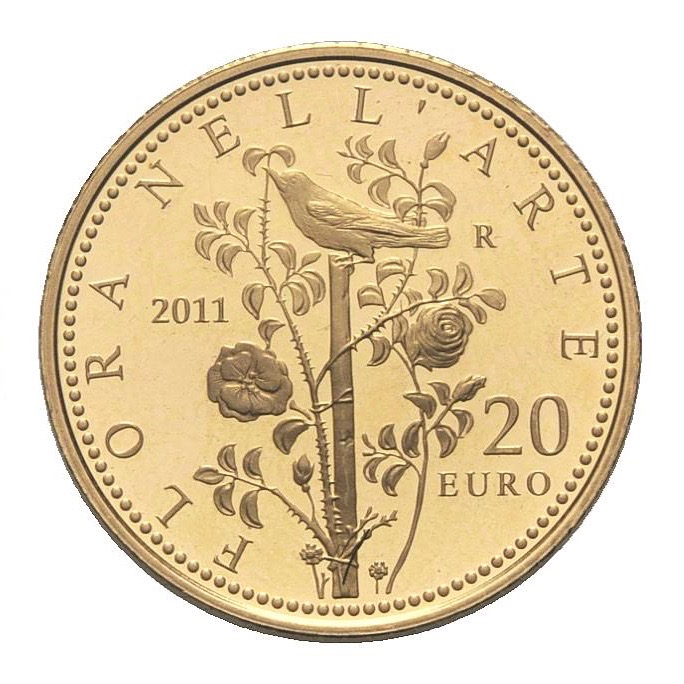
Wertseite der goldenen 20-Euro-Münze Flora in der Kunst – Antike aus dem Jahr 2011

Die italienischen 20-Euro-Goldmünzen entsprechen ebenso wie die san-marinesischen 20-Euro-Goldmünzen und monegassischen 20-Euro-Goldmünzen den Normen der Lateinischen Münzunion.
| Thema der 20-Euro-Münze | Ausgabedatum       | Auflage Polierte Platte |
| --- | ------------------ | ----------------------- |
| Material: 900er Gold – Durchmesser: 21 mm – Masse: 6,451 g                                                                    |                    |                         |
| Europa der Künste – Italien – Marino Marini – Reiterskulptur                                                                  | 28. November 2003  | 6.000                   |
| Europa der Künste – Belgien – René Magritte – Der Mann mit der Melone                                                         | 4. Oktober 2004    | 6.000                   |
| Fußball-Weltmeisterschaft 2006 – Historischer Florentinischer Fussball                                                        | 18. November 2004  | 7.500                   |
| XX. Olympische Winterspiele 2006 in Turin – Porta Palatina                                                                    | 15. März 2005      | 10.0000                 |
| XX. Olympische Winterspiele 2006 in Turin – Palazzo Madama                                                                    | 30. Juni 2005      | 7.800                   |
| Europa der Künste – Finnland – Aalto-Universität                                                                              | 3. November 2005   | 2.800                   |
| XX. Olympische Winterspiele 2006 in Turin – Schloss Stupinigi                                                                 | 25. November 2005  | 7.500                   |
| Fußball-Weltmeisterschaft 2006 – Trommler                                                                                     | 1. Juni 2006       | 4.350                   |
| Europa der Künste – Deutschland – Erich Mendelsohn – Einsteinturm                                                             | 15. Juni 2006      | 3.100                   |
| 50 Jahre Römische Verträge | 23. März 2007      | 4.000                   |
| Europa der Künste – Irland – Tara-Fibel (um 700 v. Chr.)                                                                      | 27. September 2007 | 3.500                   |
| 500. Geburtstag von Andrea Palladio                                                                                           | 19. Mai 2008       | 5.500                   |
| Europa der Künste – Niederlande – Jan Vermeer – Die Spitzenklöpplerin                                                         | 30. September 2008 | 3.000                   |
| 100 Jahre Nobelpreis Guglielmo Marconis                                                                                       | 30. April 2009     | 5.000                   |
| Europa der Künste – England – Edward Burne-Jones – Laus Veneris (um 1874)                                                     | 16. November 2009  | 2.500                   |
| Europa der Künste – Schweden – Vendelhelm                                                                                     | 15. Oktober 2010   | 2.000                   |
| Flora in der Kunst – Antikes Rom                                                                                              | 2011               | 1.500                   |
| Flora in der Kunst – Mittelalter                                                                                              | 2012               | 1.500                   |
| Flora in der Kunst – Renaissance                                                                                              | 2013               | 1.500                   |
| Flora in der Kunst – Barock                                                                                                   | 2014               | 1.500                   |
| Flora in der Kunst – Neoklassizismus                                                                                          | 2015               | 1.200                   |
| Flora in der Kunst – Neuzeit                                                                                                  | 2016               | 1.200                   |
| 350. Todestag von Francesco Borromini                                                                                         | 2017               | 1.200                   |
| Frauen in der Kunst – Artemisia Gentileschi – Selbstbildnis als Lautenspielerin (um 1616) und Judith mit ihrer Magd (um 1619) | 2018               | 1.200                   |
| 500. Geburtstag von Tintoretto – Susanna im Bade                                                                              | 18. Juni 2019      | 1.000                   |
| 500. Todestag von Raffael | 2020               | 1.000                   |
| 700. Todestag von Dante Alighieri                                                                                             | 2021               | 1.500                   |
| 450. Geburtstag von Caravaggio                                                                                                | 2021               | 1.500                   |
| 150 Jahre Pirelli Foundation – Männchen im Reifen                                                                             | 25. Januar 2022    | 1.000                   |
| 150 Jahre Pirelli Foundation – Vorderteil eines Autos mit Reifen                                                              | 25. Januar 2022    | 1.000                   |
| 150 Jahre Pirelli Foundation – schnell fahrendes Auto                                                                         | 25. Januar 2022    | 1.000                   |
| Dante – Purgatory | 14. September 2022 | 1.500                   |
| 200. Todesjahr von Antonio Canova                                                                                             | 5. Oktober 2022    | 1.500                   |
| 250. Todesjahr von Luigi Vanvitelli                                                                                           | 21. Februar 2023   | 1.500                   |
| 700. Todesjahr von Dante Alighieri                                                                                            | 13. September 2023 | 1.500                   |
| Die Geschichte der Olympischen Spiele in Italien – Olympische Winterspiele 1956 in Cortina                                    | 7. September 2023  | 1.000                   |
| Die Geschichte der Olympischen Spiele in Italien – Olympische Sommerspiele 1960 in Rom                                        | 7. September 2023  | 1.000                   |
| Die Geschichte der Olympischen Spiele in Italien – Olympische Winterspiele 2006 in Turin                                      | 7. September 2023  | 1.000                   |
| Material: 999,9er Gold – Durchmesser: 22 mm – Masse: 7,776 g (1⁄4 Unze)                                                       |                    |                         |
| Numismatische Ikonen – Die Neuauflage der Lira                                                                                | 2021               | 1.499                   |
| Numismatische Ikonen – 1 Lira                                                                                                 | 9. März 2022       | 0.999                   |
| Numismatische Ikonen – 5 Lire                                                                                                 | 18. September 2023 | 0.999                   |
| Numismatische Ikonen – 10 Lire                                                                                                | 18. September 2024 | 0.999                   |
| Olympische Winterspiele 2026 in Mailand und Cortina                                                                           | 27. Februar 2025   | 1.200                   |
| Winter-Paralympics 2026 in Mailand und Cortina                                                                                | 27. Februar 2025   | 1.200                   |
| Numismatische Ikonen – 20 Lire                                                                                                | 28. August 2025    | 0.999                   |

### 25 Euro
| Thema der 25-Euro-Münze                                     | Ausgabedatum | Auflage |
| ----------------------------------------------------------- | ------------ | ------- |
| Material: 999er Silber – Durchmesser: 80 mm – Masse: 1000 g |              |         |
| 550. Jahrestag der Geburt von Michelangelo                  | 4. März 2025 | 200     |

### 50 Euro

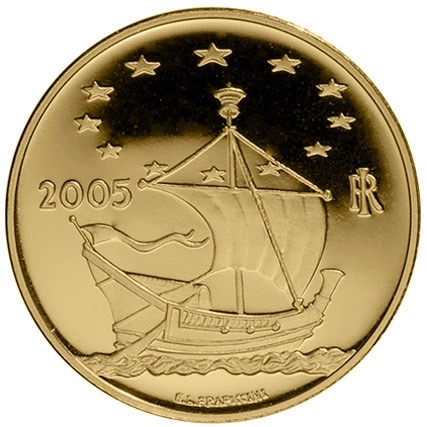
Bildseite der goldenen 50-Euro-Münze Edgar Degas – Kleine vierzehnjährige Tänzerin aus dem Jahr 2005

Die italienischen 50-Euro-Goldmünzen entsprechen ebenso wie die san-marinesischen 50-Euro-Goldmünzen den Normen der Lateinischen Münzunion.
| Thema der 50-Euro-Münze                                                           | Ausgabedatum       | Auflage Polierte Platte |
| --------------------------------------------------------------------------------- | ------------------ | ----------------------- |
| Material: 900er Gold – Durchmesser: 28 mm – Masse: 16,129 g                       |                    |                         |
| Europa der Künste – Österreich – Gustav Klimt – Die drei Lebensalter einer Frau   | 28. November 2003  | 6.000                   |
| Europa der Künste – Dänemark – Bertel Thorvaldsen                                 | 4. Oktober 2004    | 3.200                   |
| Europa der Künste – Frankreich – Edgar Degas – Kleine vierzehnjährige Tänzerin    | 3. November 2005   | 5.000                   |
| XX. Olympische Winterspiele 2006 in Turin – Reiterstatue                          | 25. November 2005  | 6.000                   |
| XX. Olympische Winterspiele 2006 in Turin – Fackelläufer                          | 3. Januar 2006     | 4.400                   |
| Europa der Künste – Griechenland – Phidias                                        | 30. November 2006  | 1.792                   |
| Europa der Künste – Norwegen – Edvard Munch – Der Schrei                          | 25. Oktober 2007   | 2.000                   |
| Europa der Künste – Portugal – Turm von Belém                                     | 30. September 2008 | 2.000                   |
| Europa der Künste – Spanien – Antoni Gaudí – Sagrada Família                      | 16. November 2009  | 2.000                   |
| Europa der Künste – Ungarn – Pál Szinyei Merse – Rózsi Szinyei Merse              | 15. Oktober 2010   | 1.500                   |
| Fauna in der Kunst – Antikes Rom                                                  | 2011               | 1.500                   |
| Fauna in der Kunst – Mittelalter                                                  | 2012               | 1.500                   |
| Fauna in der Kunst – Renaissance                                                  | 2013               | 1.500                   |
| Fauna in der Kunst – Barock                                                       | 2014               | 1.500                   |
| Fauna in der Kunst – Von Rokoko bis Macchiaioli                                   | 2015               | 0.900                   |
| Fauna in der Kunst – Neuzeit                                                      | 2016               | 0.900                   |
| Material: 999,9er Gold – Durchmesser: 28 mm – Masse: 15,552 g (1⁄2 Unze)          |                    |                         |
| Numismatische Ikonen – Die Neuauflage der Lira                                    | 2021               | 1.999                   |
| Numismatische Ikonen – 1 Lira                                                     | 9. März 2022       | 0.999                   |
| Numismatische Ikonen – 5 Lire                                                     | 18. September 2023 | 0.999                   |
| Italien Weltmeister beim Davis Cup 2023                                           | 6. Mai 2024        | 0.500                   |
| Numismatische Ikonen – 10 Lire                                                    | 18. September 2024 | 0.999                   |
| Numismatische Ikonen – 20 Lire                                                    | 28. August 2025    | 0.999                   |
| Material: 900er Gold – Durchmesser: 28 mm – Masse: 31,104 g (1 Unze)              |                    |                         |
| Giorgio Armani                                                                    | 11. Juli 2023      | 0.500                   |
| Material: 900er Gold – Durchmesser: 32 mm – Masse: 31,104 g (1 Unze) – sechseckig |                    |                         |
| Lamborghini                                                                       | 6. Mai 2025        | 500                     |
| Material: 999,9er Gold – Durchmesser: 28 mm – Masse: 31,104 g (1 Unze)            |                    |                         |
| Olympische Winterspiele 2026 in Mailand und Cortina                               | 27. August 2025    | 0.450                   |